# Ida Vium
Ida Kramer Vium, née le 2 février 1996 à Lemvig, est une handballeuse danoise évoluant au poste de gardienne de but.
Avec l'équipe junior du Danemark, à l'été 2016, elle participe au championnat du monde junior et remporte la compétition.

## Palmarès

### En club
compétitions internationales
- vainqueur de la coupe d'Europe des vainqueurs de coupe en 2016 (avec TTH Holstebro)

### En sélection
compétitions juniors
- vainqueur du championnat du monde junior en 2016
- vainqueur du championnat d'Europe junior en 2015[2]

compétitions jeunes
- troisième du championnat du monde jeunes en 2014
- troisième du championnat d'Europe jeunes en 2013